# Берканово
Берканово (пол. Berkanowo) — село в Польщі, у гміні Свідвин Свідвинського повіту Західнопоморського воєводства.
Населення — 284 особи (2011).

## Демографія
Демографічна структура станом на 31 березня 2011 року:
|          | Загалом | Допрацездатний вік | Працездатний вік | Постпрацездатний вік |
| -------- | ------- | ------------------ | ---------------- | -------------------- |
| Чоловіки | 149     | 31                 | 101              | 17                   |
| Жінки    | 135     | 27                 | 71               | 37                   |
| Разом    | 284     | 58                 | 172              | 54                   |